# オシュリーズ
オシュリーズ（英：Ocherese）とは、アメリカ合衆国原産の愛玩犬種である。犬種名の「ocher」は毛色が夕焼け色であることにちなんでつけられた。残りの「ese」は作出に使われた犬種の名前の後部に由来する。
20世紀末に誕生した新しい犬種である。オシュリーズの作出者はもともとペキニーズのブリーダーであったが、ショー用に特徴を誇張した個体が先天的な病気にかかりやすいことを危惧していた。そこでペキニーズを改良して欠点をカバーし、おとなしく健康的で毛の抜けにくい犬を目指して作出が計画された。はじめに行われたのはペキニーズとトイ・プードルを掛け合わせることであった。これの交配種をもとに誕生した犬種はペカプー（英：Pek-a-poo）と呼ばれたが、作出者はコートの質に納得がいかず、ペカプーの雌とマルチーズの雄を掛け合わせてその交配種を選択繁殖させ、新たな品種としてオシュリーズが作り出された。オシュリーズの人気はすぐに高まり、犬種クラブも設立されたが、今後、犬種として公認を得る段階まで至るかは不明である。
本種のコートは絹のようにしなやかだが絡まりにくく、あまり抜けない。毛色はさまざまである。マズルは短く、垂れ耳、背中に背負った巻き尾には飾り毛がある。脚は短く、体高23～30cm、体重2～5kgの小型犬で、性格は明るく無邪気である。